# USA-232
USA-232 (GPS 2F-2, GPS SVN-63, GPS 2F SV-2, Navstar 63, Sirius) — второй американский геостационарный навигационный спутник новой орбитальной группировки спутников серии GPS-2F (Navstar-2F) в рамках система глобального позиционирования GPS.
Космический аппарат разработанный компанией Boeing и запущен компанией United Launch Alliance (ULA) 16 июля 2011 года с космодрома на мысе Канаверал при помощи ракеты-носителя Дельта-4.

## Конструкция
Серия спутником Block 2F — это пятое поколение GPS-спутников с улучшенной синхронизацией, устойчивым к помехам военным сигналом и более мощным гражданским сигналом в сравнении со спутниками предыдущих поколений. GPS-2F2 (Navstar-2F2) рассчитан на 12—15 лет работы на орбите и оснащен перепрограммируемым процессором, поддерживающим программные загрузки.
Каждый спутник серии GPS-2F (или GPS IIF) обеспечивает следующие преимущества:
- улучшена навигационная точность за счёт улучшения технологии атомных часов;
- доступен новый гражданский сигнал L5 (Сигнал L5 является третьим гражданским сигналом, который будет транслироваться в радиодиапазоне исключительно для служб безопасности авиации);
- увеличена мощность и помехозащищённость военного сигнала для роботы в агрессивных средах;
- увеличен срок функционирования спутника до 12 лет, что позволит снизить эксплуатационные расходы на систему в целом;
- использование перепрограммируемого процессора, который может получать программные обновления для улучшения работы системы.

Характеристики спутника:
- Срок функционирования — 12-15 лет;
- Масса — 1630 кг;
- Орбита — 20200 км × 20200 км, 55,0°.

## Предназначение
Спутник USA-232 станет четвёртым спутником в серии 2F, имеющей повышенную точность, улучшенные атомные часы, более качественный модуль противодействия зашумлению эфира и большую продолжительность функционирования. Точность сигнала GPS 2F в два раза превосходит показатель более ранних навигационных спутников. Кроме того, он имеет переменную мощность, что позволяет повысить защищённость от помех в условиях подавления сигнала при боевых действиях. По данным экспертов, в Систему глобального позиционирования США входят около 31 функционирующих спутников.

## Запуск
Спутник USA-232 был запущен компанией United Launch Alliance 16 июля 2011 года со стартовой площадки SLC-37B космодрома на мысе Канаверал при помощи ракеты-носителя Дельта-4 Медиум+ (4,2).
Во время запуска спутник был помещен в специальную капсулу в верхней части носителя, в первой ступени которого установлен российский ракетный двигатель РД-180 НПО «Энергомаш». Примерно через 3,5 часа после запуска спутник будет выведен на целевую орбиту высотой около 20,3 тыс. км.